# Будка поцілунків 2
«Будка Поцілунків 2» (англ. The Kissing Booth 2) — американська підліткова романтична комедія 2020 року. Фільм був знятий Вінсем Марчелло. Фільм є прямим продовженням фільму 2018 року «Будка поцілунків». Знятий по книжці «Будка Поцілунків» автора Бет Ріклз. В головних ролях: Джої Кінг, Джоель Кортні, Джейкоб Елорді.
Фільм вийшов 24 липня 2020 на платформі Netflix. Нещодавно було анонсоване продовження фільму «Будка поцілунків 3» і за графіком має вийти влітку 2021[джерело?].

## Сюжет
Фільм починається з того, що Елль розповідає про свій час з Ноєм перед тим, як він від'їжджає в Гарвард.  Її старший курс починається з того, що її однокласники пліткують про те, як вони з Ноєм врешті-решт розійдуться, змушуючи її страх підійматися, оскільки Ной подружився з привабливою дівчиною, на ім'я Хлоя в Instagram.  Ел і Лі знову планують кіно для поцілунків для благодійного ярмарку, в той час, як Лі намагається переконати Ель, щоб Марко Пенья, привабливий новий студент-трансфер, також знаний як новий «Ноа Флін», був одним із тих хто буде цілуватися. Елл б'є Марко в танцювальній грі, змушуючи його брати участь у кіоску. Ной пропонує Ел подати заявку в Гарвард, який не сумісний з її планами вчитися в Каліфорнійському університеті в Берклі з Лі (де їхні мами познайомилися і стали друзями). Ел робить це, не кажучи Лі.
Ел відвідує Ноя в Бостоні, зустрічається з новими друзями та Хлоєю, роблячи її невпевненішою. Вона знаходить сережку під ліжком Ноя, розлючуючи її, вона відверто питає чи є між ними щось, хлопець запевняє, що між ним і Хлоєю нічого не було, і просить її довіряти йому. Елл розмовляє зі своїм батьком про навчання в коледжі й дізнається, що гроші є проблемою, і готова взяти участь разом з Лі у танцювальному конкурсі з грошовою винагородою за перше місце. Лі потрапляє в аварію на одній із їхніх практичних занять (пізніше виявляється що він збрехав) і пропонує Марко стати її танцювальним партнером, що вона не надто рада це прийняти, але врешті-решт це робить. Коли Марко та Ель починають проводити час разом, вони зближуються, і між ними починається хімія.
Невідомо про Ел, у стосунках Лі з Рейчел виникають проблеми, оскільки Елль всюди їде з ними й не дозволяє їм провести час як пара. Після того, як Рейчел чекає в кіно, вона просить Лі поговорити з Елль щодо їх відносин, Лі обіцяє коханій що поговорить з подругою, але цього не робить. Танець Хеллоуїна прибуває, і Лі забуває сказати Рейчел, що вони змінили костюми (Рейчел була зефіром, тоді як Лі та Еллі збиралися бути мисливцями за привидами), засмутивши її ще більше. Ел завершує танець з Марко, майже цілуючи його, але перестає слухати дівчат OMG, які пліткують про неї.
У день змагань Лі знаходить у багажнику свого автомобіля заявки Ел в Гарвард, розлючуючи його. Ел і Марко відзначаються своїм виступом, і вона цілує його в кінці їхнього танцю, не знаючи, що Ной був у натовпі, змусивши його піти геть. Елл хоче піти за ним у той момент, коли вона та Марко будуть оголошені переможцями. Вечеря на День Подяки відбувається вдома у Фліннів, куди Ной приїжджає з Хлоєю, засмучуючи Ел, яка свариться з Лі за те, що вона не розповіла йому про її заяву в Гарвард і Рейчел також засмучена. Під час вечері Рейчел виявляє, що Лі не поговорив з Ел і йде. Лі наздоганяє її, і Рейчел розлучається з ним. Ел намагається переконати Рейчел помиритися з Лі, але без успіху. Вона також віддає сережку Хлої, яка підтверджує, що річ належить їй. Вона розповідає Ною в барі, що однієї ночі вона спала в кімнаті Ноя, коли він був на вулиці, і загубила її.
Настає день карнавалу, і Лі, і Рейчел помиряться після того, як їм зав'язують очі й цілують один одного біля поцілункової будки. Ел також зав'язує очі й до неї звертається Марко, який хоче поговорити з нею про свої почуття. Елл зізнається, що між ними є щось, але вона каже йому, що любить Ноя і вирушає шукати його в аеропорту. Хлоя каже їй, що він пішов її шукати, і Елль знаходить його в парку, де вони вперше поцілувались. Ной зізнається, що збентежений, що в Гарварді йому було не так добре, як він спочатку думав. Він також хоче стосунків з Хлоєю так само як Ел з Лі. Ел і Ной возз'єднуються.
Через 6-7 місяців Ной повертається, а Елл, Лі та Рейчел закінчують навчання. Лі ділиться з Ел, що його прийняли в Берклі, і запитав, чи отримала вона відповідь. Вона відповідає, що потрапляла до списку очікування і в Берклі, і в Гарварді. Коли Марко здалеку дивиться на Ел, його друг помічає і каже, що вона цього не варта, але Марко вирішує, що вона є. Коли Ел відкриває обидва конверти у своїй кімнаті, виявляється, її прийняли в обидва університети, що змусить її ухвалити рішення: поїхати до Гарварда з Ноєм або до Берклі з Лі.

## В ролях
| Актор                   | Роль         |
| ----------------------- | ------------ |
| Джої Кінг               | Ель Еванс    |
| Джоел Кортні            | Лі Флінн     |
| Джейкоб Елорді          | Ноа Флінн    |
| Мейсі Річардсон-Селлерс | Хлоя Вінтроп |
| Моллі Рінгуолд          | місіс Флінн  |

## Український дубляж
- Анастасія Павленко — Ель Еванс
- Андрій Федінчик — Ноа Флінн
- Олександр Солодкий — Лі Флінн
- Марина Локтіонова — Хлоя
- Ольга Гриськова — Вівіан
- Денис Жупник — Марко
- Вікторія Левченко — Рейчел
- Руслан Драпалюк — Оллі
- Ганна Соболєва — Гвінет
- Вадим Лисяний — Майлз
- Єлизавета Зіновенко — Олівія
- Світлана Шекера — місіс Флінн
- Сергій Гутько — містер Флінн
- Володимир Терещук — містер Еванс
- Анна Артем'єва — Мія
- Юлія Шаповал — Хетчер
- Андрій Соболєв — Таппен
- Михайло Іванець — Бред
- Кирило Татарченко — Ренді
- А також: Олена Бліннікова, Олександр Шевчук, Катерина Башкіна-Зленко, Олег Коркушко, Роман Молодій

Фільм дубльовано студією «Так Треба Продакшн» на замовлення компанії «Netflix» у 2021 році.
- Режисер дубляжу — Анна Козирицька
- Перекладач — Поліна Новікова
- Звукорежисер — Дмитро Бойко
- Менеджер проєкту — Ольга Чернявська